# José Cabrera
José de la Cruz Cabrera Gándara (Nogales, 22 gennaio 1921 – Mexicali, 29 luglio 2016) è stato un cestista messicano.

## Carriera
Con il Messico ha disputato du edizioni dei Giochi olimpici (Londra 1948, Helsinki 1952).